# Tweede Kamerverkiezingen in het kiesdistrict Zutphen (1888-1918)

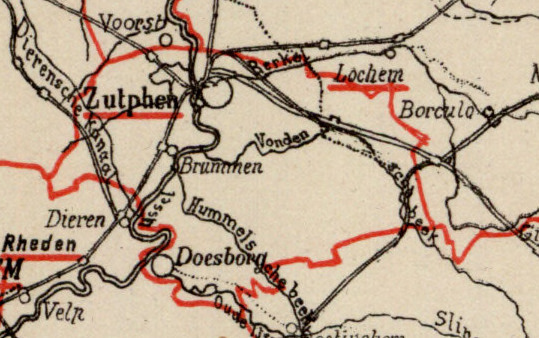
Kiesdistrict Zutphen (1888)

Tweede Kamerverkiezingen in het kiesdistrict Zutphen (1888-1918) geeft een overzicht van verkiezingen voor de Nederlandse Tweede Kamer in het kiesdistrict Zutphen in de periode 1888-1918.
Het kiesdistrict Zutphen was al ingesteld in 1848. De indeling van het kiesdistrict werd gewijzigd na de grondwetsherziening van 1887; tevens werd het kiesdistrict toen omgezet in een enkelvoudig district. Tot het kiesdistrict behoorden vanaf dat moment de volgende gemeenten: Brummen, Doesburg, Hengelo, Hummelo en Keppel, Steenderen, Vorden, Warnsveld en Zutphen.
Het kiesdistrict Zutphen vaardigde in dit tijdvak per zittingsperiode één lid af naar de Tweede Kamer. 
Legenda
- cursief: in de eerste verkiezingsronde geëindigd op de eerste of tweede plaats, en geplaatst voor de tweede ronde;
- vet: gekozen als lid van de Tweede Kamer.

## 6 maart 1888
De verkiezingen werden gehouden na vervroegde ontbinding van de Tweede Kamer.
|                  | 6 maart |
| ---------------- | ------- |
| Kiesgerechtigden | 3.612   |
| Opkomst          | 3.247   |
| Geldige stemmen  | 3.230   |
| Blanco stemmen   | 11      |
| Kandidaten       |         |
| D. Engelberts    | 1.733   |
| S.M.S. de Ranitz | 1.481   |

## 9 juni 1891
De verkiezingen werden gehouden na ontbinding van de Tweede Kamer.
|                     | 9 juni |
| ------------------- | ------ |
| Kiesgerechtigden    | 3.820  |
| Opkomst             | 3.450  |
| Geldige stemmen     | 3.423  |
| Blanco stemmen      | 19     |
| Kandidaten          |        |
| H. Goeman Borgesius | 1.788  |
| D. Engelberts       | 1.579  |
| T.K.J. van Nispen   | 46     |

## 10 april 1894
De verkiezingen werden gehouden na vervroegde ontbinding van de Tweede Kamer.
|                     | 10 april |
| ------------------- | -------- |
| Kiesgerechtigden    | 3.853    |
| Opkomst             | 2.701    |
| Geldige stemmen     | 2.671    |
| Blanco stemmen      | 28       |
| Kandidaten          |          |
| H. Goeman Borgesius | 1.343    |
| J.G. Gleichman      | 898      |
| T. Heemskerk        | 387      |

## 15 juni 1897
De verkiezingen werden gehouden na ontbinding van de Tweede Kamer.
|                     | 15 juni |
| ------------------- | ------- |
| Kiesgerechtigden    | 6.922   |
| Opkomst             | 6.149   |
| Geldige stemmen     | 6.029   |
| Blanco stemmen      | 120     |
| Kandidaten          |         |
| H. Goeman Borgesius | 3.283   |
| H.W.C. de Jonge     | 2.293   |
| H.H. van Kol        | 291     |
| H. Verkouteren      | 162     |

## 17 augustus 1897
Hendrik Goeman Borgesius, gekozen bij de verkiezingen van 15 juni 1897, nam zijn benoeming niet aan vanwege zijn toetreding op 27 juli 1897 tot het na de verkiezingen geformeerde kabinet-Pierson. Om in de ontstane vacature te voorzien werd een naverkiezing gehouden.
|                     | 17 augustus |
| ------------------- | ----------- |
| Kiesgerechtigden    | 6.922       |
| Opkomst             | 5.500       |
| Geldige stemmen     | 5.439       |
| Blanco stemmen      | 61          |
| Kandidaten          |             |
| H. Goeman Borgesius | 3.365       |
| T. Heemskerk        | 2.074       |

## 14 juni 1901
De verkiezingen werden gehouden na ontbinding van de Tweede Kamer.
|                          | 14 juni | 27 juni |
| ------------------------ | ------- | ------- |
| Kiesgerechtigden         | 6.368   | 6.368   |
| Opkomst                  | 5.016   | 5.404   |
| Geldige stemmen          | 4.903   | 5.355   |
| Blanco stemmen           | 113     | 49      |
| Kandidaten               |         |         |
| H. Goeman Borgesius      | 2.200   | 2.874   |
| R.P.J. Tutein Nolthenius | 1.758   | 2.481   |
| M.A. Brants              | 556     |         |
| P.L. Tak                 | 389     |         |

## 16 juni 1905
De verkiezingen werden gehouden na ontbinding van de Tweede Kamer.
|                     | 16 juni | 28 juni |
| ------------------- | ------- | ------- |
| Kiesgerechtigden    | 8.175   | 8.175   |
| Opkomst             | 7.564   | 7.657   |
| Geldige stemmen     | 7.480   | 7.613   |
| Blanco stemmen      | 84      | 44      |
| Kandidaten          |         |         |
| H. Goeman Borgesius | 3.489   | 4.137   |
| A.S. Talma          | 3.368   | 3.476   |
| F. van der Goes     | 623     |         |

## 1 augustus 1905
Hendrik Goeman Borgesius was bij de verkiezingen van 16 juni 1905 gekozen in twee kiesdistricten, Enkhuizen en Zutphen. Hij opteerde voor Enkhuizen, als gevolg waarvan in Zutphen een naverkiezing gehouden werd. 
|                          | 1 augustus | 8 augustus |
| ------------------------ | ---------- | ---------- |
| Kiesgerechtigden         | 8.175      | 8.175      |
| Opkomst                  | 6.839      | 6.868      |
| Geldige stemmen          | 6.795      | 6.801      |
| Blanco stemmen           | 44         | 67         |
| Kandidaten               |            |            |
| F. Lieftinck             | 3.035      | 3.838      |
| R.P.J. Tutein Nolthenius | 2.835      | 2.963      |
| W.P.G. Helsdingen        | 925        |            |

## 11 juni 1909
De verkiezingen werden gehouden na ontbinding van de Tweede Kamer.
|                           | 11 juni | 23 juni |
| ------------------------- | ------- | ------- |
| Kiesgerechtigden          | 8.550   | 8.550   |
| Opkomst                   | 7.667   | 7.927   |
| Geldige stemmen           | 7.573   | 7.874   |
| Blanco stemmen            | 94      | 53      |
| Kandidaten                |         |         |
| F. Lieftinck              | 3.402   | 4.140   |
| A. van Heeckeren van Kell | 3.572   | 3.734   |
| F.M. Wibaut               | 599     |         |

## 17 juni 1913
De verkiezingen werden gehouden na ontbinding van de Tweede Kamer.
|                       | 17 juni | 25 juni |
| --------------------- | ------- | ------- |
| Kiesgerechtigden      | 9.043   | 9.043   |
| Opkomst               | 8.279   | 8.253   |
| Geldige stemmen       | 8.139   | 8.172   |
| Blanco stemmen        | 140     | 81      |
| Kandidaten            |         |         |
| F. Lieftinck          | 3.715   | 4.927   |
| J.R. Snoeck Henkemans | 3.355   | 3.245   |
| F.M. Wibaut           | 1.069   |         |

## 15 juni 1917
De verkiezingen werden gehouden na ontbinding van de Tweede Kamer.
|                  | 15 juni |
| ---------------- | ------- |
| Kiesgerechtigden | 9.096   |
| Opkomst          | 3.601   |
| Geldige stemmen  | 3.436   |
| Blanco stemmen   | 165     |
| Kandidaten       |         |
| F. Lieftinck     | 2.475   |
| M.C. van Wijhe   | 961     |

## 24 juli 1917
Franciscus Lieftinck, gekozen bij de verkiezingen van 15 juli 1917, overleed op 7 juli 1917 voordat zijn installatie had plaatsgevonden. Als gevolg daarvan werd in Zutphen een naverkiezing gehouden.
|                  | 24 juli |
| ---------------- | ------- |
| Kiesgerechtigden | 9.096   |
| Kandidaten       |         |
| J. van Gilse     |         |

Van Gilse was de enige kandidaat; hij werd zonder nadere stemming gekozen verklaard.

## Opheffing
De verkiezing van 24 juli 1917 was de laatste verkiezing voor het kiesdistrict Zutphen. In 1918 werd voor verkiezingen voor de Tweede Kamer overgegaan op een systeem van evenredige vertegenwoordiging met kandidatenlijsten van politieke partijen.